# Matei Gheorghe Corbescu
Matei Gheorghe Corbescu (n. 1876 – d. 1923) a fost un publicist, ziarist și politician român, fruntaș al Partidului Național Liberal. A obținut titlul de doctor în drept la Paris. A fost prefect al capitalei între anii 1908 - 1910 și primar al Bucureștiului în perioada februarie - decembrie 1922.
În timpul mandatului său s-a organizat la București o paradă în cinstea Marii Uniri, iar cel mai potrivit loc pentru eveniment era Arcul de Triumf. La vremea respectivă, Arcul de Triumf din capitală era construit dintr-un material care nu rezista ploilor. Corbescu a venit cu propunerea ca un nou Arc de Triumf, din lemn, să fie ridicat până când se vor găsi bani pentru unul impunător, inițiativă pentru care a fost criticat.

## Legături externe
- Clubul Diplomat – Istoria unui gest nobil - qmagazine.ro
- Noul sediu GOLDART Ghildush -un model de reședință pentru marii colecționari - romanialibera.ro[nefuncțională]